# Павле Ђакон
Павле Ђакон (лат. Paulus Diaconus; око 720 – 13. април 799/800) је био бенедиктински свештеник и лангобардски историчар. Познат је још као и Варнефер и Сасиненсије. Ова имена су му највероватније наметнули свештеници док је био ђакон у Монте Касину.

## Биографија
Родио се у Фурландији (данашња Италија). Отац Павла Ђакона је био високи чиновник на двору лангобардског краља Рахиса, а мајка Теоделинда богата племкиња. Захваљујући помоћи краља Рахиса, Павле Ђакон је стекао високо образовање на двору у Павији. Подучавао га је тада чувени грчки учитељ Флавијан Граматичар.
После школовања, служио је као писар на двору краља Дезидерија у Беневенту. Ту је упознао његову ћерку, војвоткињу Аделпергу, па јој је био учитељ. 
Када се Аделперга удала за војводу Беневента Архиса, Павле Ђакон је на њен захтев написао своје прво дело – Historia Romana (Римска истпорија у шест књига) – које представља наставак историје Еутропија, Светог Јеронима, Јорданеса и Павла Оросија.
Након освајања престонице Лангобардске краљевине Павије од стране Карла Великог, Павле Ђакон бежи у бенедектински манастир Монте Касино који је основао пустињак Свети Бенедикт из Нурсије у 5. веку. Ту се и замонашио 776. године и постао ђакон. 
Као ђакон манастира Монте Касино, Павле Ђакон је написао и Закон Светог Бенедикта, као правило понашања за све свештенике. Након пар година, одлази из Монте Касина у један запуштени манастир на језеру Комо, да би се 782. године поново вратио у Монте Касино.

Када је у италијанској провинцији Фурландији избио револт против Франака, као један од организатора побуне ухваћен је и заточен његов брат Арихис. Након доласка Карла Великог у Рим, Павле Ђакон му се из манастира обраћа писмом у којем га моли да му пусти брата. Карло Велики позива Павла да дође на његов двор, а затим га поставља као предавача на Дворској академији. Овде је почео да се бави писањем историје, као и хомилијама и стиховима које је по поновном одласку у Монте Касино предао франачким манастирима на чување. Већина њих је објављена у едицији Monumenta Germaniae Historica. Године 784. написао је своје друго капитално дело – Gesta episcorum Mettensium (Историја бискупа Меца) – у ком је представио листу бискупа које је он познавао и разговоре с њима. Оно је, као и хомилије и стихови, објављено у едицији MGH.
Павле Ђакон се 787. враћа у самостан Монте Касино и у њему остаје све до своје смрти. У самостану је, вероватно после 787, написао своје најбоље дело – Historia Langobardorum (Историја Лангобарда у шест књига). Излагање почиње доласком краља Албоина у Италију и формирањем Лангобардског краљевства, а завршава смрћу краља Лиутпранда 747. У делу се налази доста података о Византији, Франачкој држави, Италији, као и о другим народима: Свевима, Квадима, Вандалима, Визиготима, Аварима и другим.
С правом се може рећи да је болестан, на самом крају свога живота, завршавао своје дело, јер су последње главе његове књиге писане доста неразумно и са много грешака, а недостају и догађаји везани за последња два лангобардска краља.
Историја Лангобарда је први пут штампана у Паризу 1514, да би касније са латинског била преведена на немачки, енглески, италијански и француски језик.